# Eric Zeisl
Œuvres principales
- Die Fahrt in Wunderland, opéra (1934)
- Requiem ebraico (1945)
- Concerto grosso pour violoncelle (1956)

Eric Zeisl est un compositeur et pédagogue d'origine autrichienne (naturalisé américain en 1945), né Erich Zeisl le 18 mai 1905 à Vienne (alors en Autriche-Hongrie), mort d'une crise cardiaque le 18 février 1959 à Los Angeles, aux États-Unis.

## Biographie
Eric Zeisl se forme notamment auprès de Joseph Marx à l'Académie d'État de Vienne, où il entre à 14 ans, en 1919. De confession juive, il rencontre à partir de 1933, avec l'avènement du nazisme, de sérieuses difficultés pour faire publier ou jouer sa musique : en Allemagne (incontournable pour un musicien autrichien), il est désormais banni, étant catalogué « musicien dégénéré » par le régime d'Adolf Hitler. Autour de 1935, sa musique est néanmoins partiellement publiée par les éditeurs viennois Universal et Doblinger et diffusée régulièrement sur Radio Vienne (en). En 1938, il se voit offrir un poste d'enseignant au Conservatoire de Vienne, mais après l'Anschluss, les menaces d'arrestation par la Gestapo se précisant, il quitte l'Autriche avec son épouse et se rend d'abord à Paris, où il se lie d'amitié avec son confrère Darius Milhaud, avant d'émigrer en 1939 aux États-Unis et de s'installer définitivement en Californie. Là, il est sollicité par Hollywood (tout comme son compatriote Erich Wolfgang Korngold) pour écrire des musiques de films, ce qu'il fait régulièrement de 1942 à 1946, mais son travail n'étant pas reconnu par les studios (le plus souvent, il ne sera pas crédité aux génériques des films, une vingtaine au total, auxquels il collaborera), il préfère se consacrer à la musique "classique", revenant toutefois vers le cinéma en 1955 et 1959. Il sera compositeur en résidence dans les établissements californiens Brandeis-Bardin Institute (en) (auquel il dédiera une sonate pour violon et piano) et Huntington Hartford Foundation. Également, il enseigne au Los Angeles City College, où il aura notamment comme élève Jerry Goldsmith. C'est en quittant l'un de ses cours, en 1959 qu'il est victime d'une crise cardiaque qui lui sera fatale.
Son œuvre, restée tonale (malgré le voisinage d'Arnold Schönberg — chantre de l'atonalité — ou d'Igor Stravinsky, comme lui exilés californiens), comprend des pièces pour piano, de nombreuses mélodies (lieder en allemand, songs en anglais), de la musique de chambre, un concerto pour piano et un autre (en forme de concerto grosso) pour violoncelle — écrit à l'intention de Gregor Piatigorsky —, diverses partitions pour orchestre, quatre opéras (le dernier, Hiob, laissé inachevé en 1939), ainsi que des compositions chorales, dont deux requiems — le second, Requiem ebraico, de 1945, est dédié à la mémoire de son père, Siegmund Zeisl, mort dans un camp de concentration en 1944 avec une partie de sa famille.

## Compositions (sélection)

### Musique classique

#### Pièces pour piano
- 1924 : Die Heinzelmännchen, suite ;
- 1938 : 3 Klavierstücke ;
- 1944 : Pieces for Barbara, recueil de 13 pièces ; Four Piano Pieces for Good Players ;
- 1949 : Sonata barocca ;

#### Musique de chambre
- 1919 : Suite pour violon et piano op. 2 ;
- 1924 : Suite en trio pour violon, violoncelle et piano op. 8 ;
- 1933 : Quatuor à cordes no 1 en ré mineur ;
- 1937 : Souvenir, pour basson et piano ;
- 1943 : The Return of Ulysses, musique de scène pour orchestre de chambre ; Suite antique (titre original), tirée de la musique de scène pré-citée ;
- 1950 : Brandeis Sonata pour violon et piano ; Sonate pour alto et piano ;
- 1951 : Sonate pour violoncelle et piano ;
- 1953 : Quatuor à cordes no 2 en ré mineur ;
- 1956 : Arrowhead, suite en trio pour flûte, alto et harpe.

#### Œuvres pour voixsoliste
- 1922 : 3 lieder pour baryton (ou soprano) et piano ;
- 1927 : Aus der Hirtenflöte, 4 lieder pour soprano et piano ;
- 1928 : Mondbilder, 4 lieder pour baryton et orchestre ;
- 1935 : 6 lieder pour baryton et piano (ou orchestre) ;
- 1936 : Kinderlieder pour soprano et piano (ou orchestre) ; 7 lieder pour soprano et piano ;
- 1954 : Jacob and Rachel, pour baryton, récitant et orchestre.

#### Œuvres chorales
- 1930 : Afrika Singt pour soli, chœurs et orchestre (ou piano) ;
- 1931 : Banger Abend pour soprano et chœurs a cappella ;
- 1932 : 3 chœurs a cappella sur des textes de Wilhelm Buch ; Kleine Messe (Petite Messe) pour soli et chœurs a cappella ;
- 1934 : Requiem concertante pour soli, chœurs et orchestre ;
- 1935 : Spruchkantate, cantate pour chœurs et orchestre ;
- 1945  : Requiem ebraico sur le Psaume 92, pour soprano, alto, baryton, chœurs et orchestre ;
- 1948 : Four Songs for Wordless Chorus, pour chœur de femmes et orchestre à cordes ;
- 1953 : From the Book of Psalms, pour ténor, chœur d'hommes et orchestre (ou piano).

#### Œuvres pour orchestre
- 1929 : Pierrot in der Flashe, musique de ballet (intégrale, avec ténor ; suite, pour orchestre seul) ;
- 1934 : Passacaglia (Passacaille) en mi bémol mineur ;
- 1935 : Die Marchensuite (suite tirée de l'opéra Die Fahrt in Wunderland) ;
- 1936 : Kleine Sinfonie (Petite symphonie) ;
- 1937 : Variationen uber en slowakisches Volkslied (Variations sur un chant populaire slovaque) pour orchestre à cordes ; Scherzo und Fuge (Scherzo et fugue) pour orchestre à cordes ;
- 1938 : November, suite ;
- 1940 : Romantic Comedy Suite (suite tirée de l'opéra Leonce und Lena) ;
- 1946 : Uranium 235, musique de ballet ;
- 1948 : To the Promise Land (suite tirée de l'opéra Hiob) ;
- 1950 : Music for Christmas ;
- 1952 : Concerto pour piano en ut majeur ;
- 1953 : The Vineyard ou Naboth's Vineyard, ballet biblique ;
- 1956 : Concerto grosso pour violoncelle.

#### Opéras
- 1928 : Die Sunde, opéra en un acte ;
- 1934 : Die Fahrt in Wunderland, opéra folklorique ;
- 1937 : Leonce und Lena, opéra-comique en deux actes ;
- 1939 : Hiob (Job), opéra en trois actes, inachevé.

### Musiques de films
- 1942 : Journey for Margaret de W. S. Van Dyke
- 1942 : Quelque part en France (Reunion in France) de Jules Dassin
- 1943 : L'Amour travesti (Slighty Dangerous) de Wesley Ruggles
- 1943 : Plan for Destruction d'Edward L. Cahn (court métrage, épisode 39 de la série Le crime ne paie pas - Crime does not pay -)
- 1943 : Un espion a disparu (Above Suspicion) de Richard Thorpe
- 1943 : Bataan de Tay Garnett
- 1943 : Hitler's Madman de Douglas Sirk
- 1943 : Fidèle Lassie (Lassie come Home) de Fred M. Wilcox
- 1943 : La Croix de Lorraine (The Cross of Lorraine) de Tay Garnett
- 1944 : Colorful Colorado de James A. FitzPatrick (court métrage, documentaire)
- 1944 : The Invisible Man's Revenge de Ford Beebe
- 1945 : Shrines of Yucatan de James A. FitzPatrick (court métrage, documentaire)
- 1945 : Les Sacrifiés (They were Expendable) de John Ford et Robert Montgomery
- 1945 : Sans amour (Without Love) d'Harold S. Bucquet
- 1946 : Le facteur sonne toujours deux fois (The Postman always rings Twice) de Tay Garnett
- 1955 : Pillards d'épave (The Looters) d'Abner Biberman
- 1955 : Les Années sauvages (The Rawhide Years) de Rudolph Maté
- 1955 : Le Doigt sur la gâchette (At Gunpoint) d'Alfred L. Werker
- 1955 : Le Cavalier au masque (The Purple Mask) d'H. Bruce Humberstone
- 1959 : L'Héritage de la colère (Money, Women and Guns) de Richard Bartlett (en)